# Diakonissenkrankenhaus Dessau

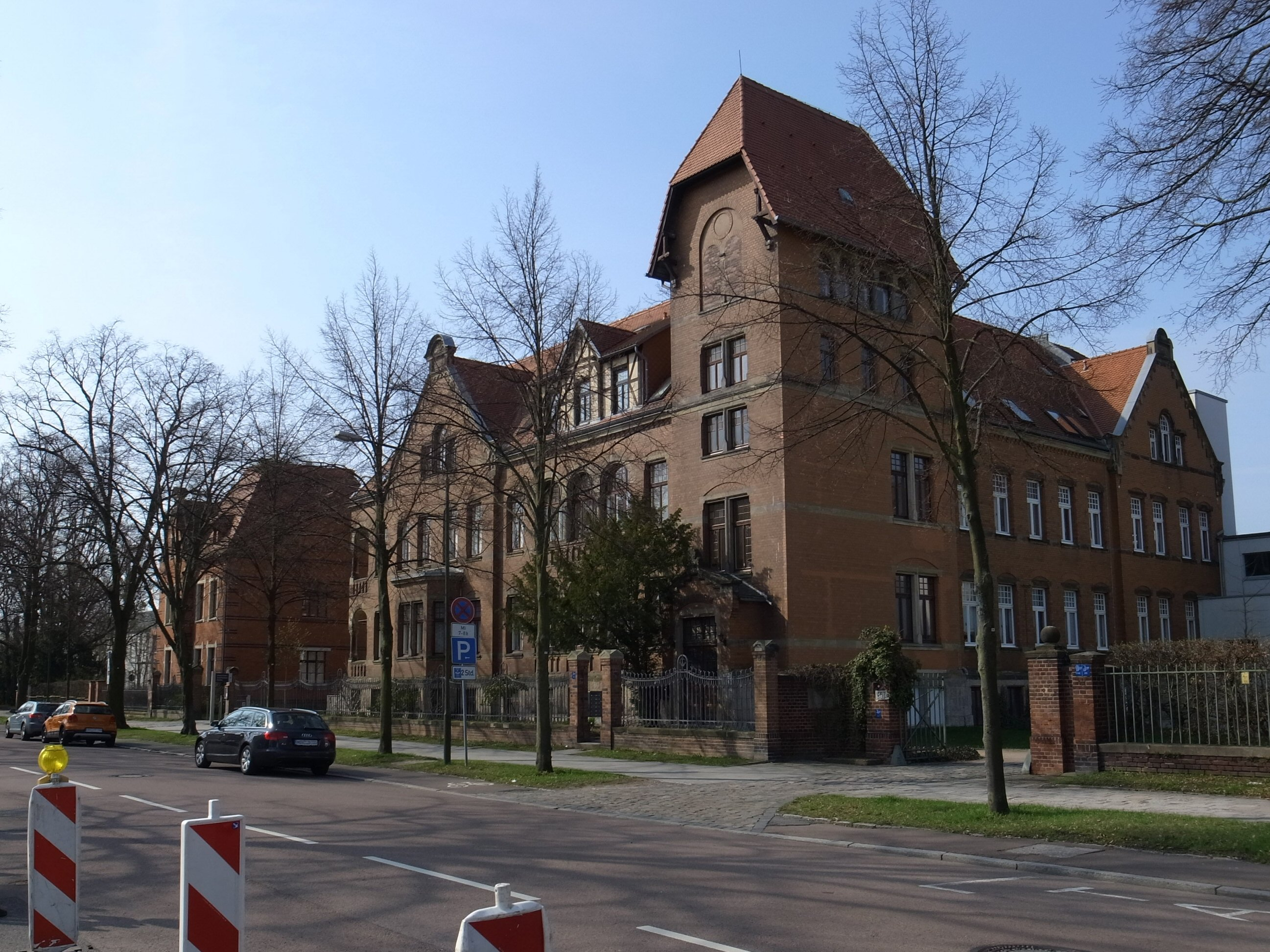
Gebäude der Anhaltischen Diakonissenanstalt

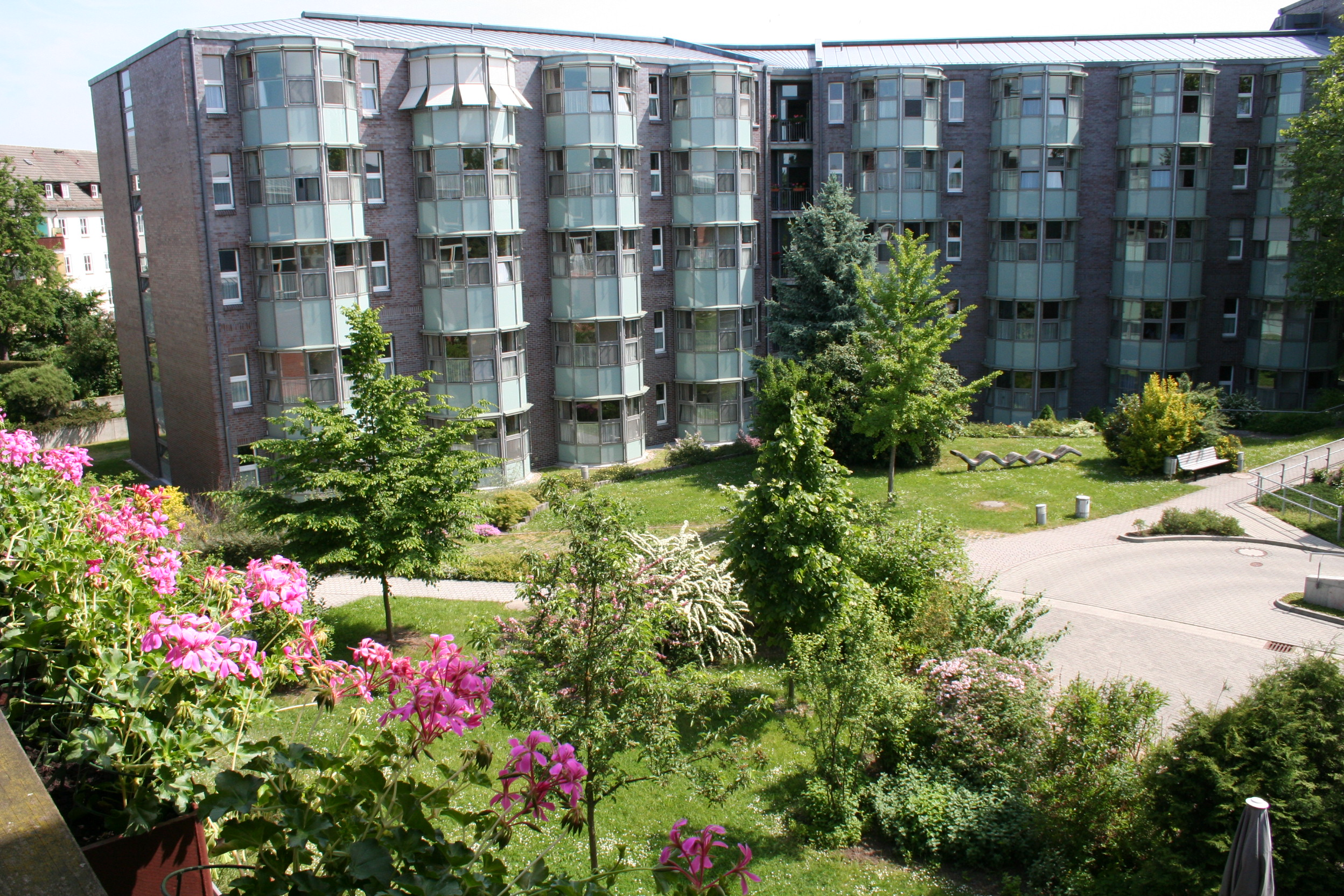
Diakonissenkrankenhaus Dessau

Das Diakonissenkrankenhaus Dessau ist ein vormals eigenständiges Krankenhaus in der kreisfreien Stadt Dessau-Roßlau in Sachsen-Anhalt. Das Haus verfügt über 165 Betten (Stand 2016). Im Jahr 2010 wurden 6333 Patienten stationär und 3260 Patienten ambulant betreut. Im Jahr 2016 waren es 6618 stationär betreute Patienten und 7723 ambulant betreute Patienten.
Zum Jahreswechsel 2020/2021 übernahm das Städtische Klinikum das Diakonissenkrankenhaus.

## Geschichte
Die Krankenhausarbeit am Standort reicht bis ins Jahr 1894 zurück, als die Anhaltische Diakonissenanstalt Dessau (ADA) mit dem Ziel gegründet wurde, Frauen zur Pflege von Kranken, Armen und Kindern auszubilden. Zunächst wurden Patienten in den umliegenden Krankenhäusern betreut. 1916 entstand dann der erste Krankenhausbau mit 35 Betten.
Im Laufe einer kontinuierlichen Entwicklung wurden von 1994 bis 2006 ein neues Bettenhaus mit 165 Plätzen und ein moderner Operations- und Funktionstrakt erbaut sowie die vorhandene historische Bausubstanz vollständig saniert.
Im Jahr 2003 wurde das Krankenhaus als gemeinnützige GmbH aus der Anhaltischen Diakonissenanstalt ausgegliedert. Die Diakonissenkrankenhaus Dessau gemeinnützige GmbH hatte folgende Gesellschafter:
edia.con gemeinnützige GmbH, die Anhaltische Diakonissenanstalt Dessau und das Ev.-Luth. Diakonissenhaus Leipzig e.V.
Seit 2004 besteht am Diakonissenkrankenhaus zudem ein Medizinisches Leistungszentrum (MLZ), in dem vor allem niedergelassene Fachärzte ihre Patienten operativ behandeln können.
Im Jahr 2016 bezog das Medizinische Versorgungszentrum das Dessauer Diakonissenkrankenhauses einen neuen Standort, 800.000 Euro wurden in den Umbau der neuen Räumlichkeiten und der Praxisräume an der Gropiusallee investiert.
Die Anhaltische Diakonissenanstalt Dessau (Ada) will bis 2019 einen Erweiterungsbau für das Altenpflegeheim „Marienheim“ errichten, der Neubau kostet rund 4,5 Millionen Euro.
Am 18. Dezember 2020 wurden die Verträge zum Zusammenschluss von Städtischem Klinikum und Diakonissenkrankenhaus unterzeichnet. Der Betriebsübergang fand zum Jahreswechsel 2020/2021 statt.
Damit ging eine über 100-jährige Tradition evangelischer Krankenhausarbeit in Dessau zu Ende.

## Struktur
Das Diakonissenkrankenhaus ist gegliedert in Kliniken für Anästhesie und Intensivmedizin, für Allgemein- und Viszeralchirurgie, für Innere Medizin und Geriatrie, für Urologie, Kinderurologie und onkologische Eingriffe sowie in ein Medizinisches Leistungszentrum, an dem niedergelassene Fachärzte ihre Patienten operieren, die anschließend kurzstationär betreut werden.
Im Jahr 2007 wurden im Krankenhaus von der Deutschen Krebsgesellschaft ein Darmzentrum und ein Prostatakarzinomzentrum zertifiziert. Des Weiteren werden im Krankenhaus Tropenimpfungen, Proktologie sowie Schmerz- und Palliativbehandlungen angeboten.
Im Diakonissenkrankenhaus Dessau werden Krankenpflegehelfer (Krankenpflegehilfeschule) sowie Operationstechnische Assistentinnen und Medizinische Fachangestellte ausgebildet.
Das Anhalt-Hospiz, das 2007 erbaut und am 14. Dezember 2007 eingeweiht wurde, bietet in enger Verbindung mit dem Diakonissenkrankenhaus Dessau acht Plätze zur Begleitung Schwerstkranker und Sterbender mit ihren Familien. Im Jahr 2017 feierte das Anhalt-Hospiz 10-jähriges Bestehen in der Laurentiushalle der Anhaltischen Diakonissenanstalt (ADA).

## Direktorium
Seit dem Betriebsübergang auf das Städtische Klinikum Dessau zum 1. Januar 2021 gibt es kein eigenständiges Direktorium mehr.
Das letzte Direktorium setzte sich folgendermaßen zusammen:
- Torsten Ernst, Pfarrer, Theologischer Geschäftsführer[6]
- Uwe Leicht, Kaufmännischer Geschäftsführer
- Udo Rebmann, Ärztlicher Direktor
- Johannes Koschig, Pflegedirektor[8][9]